# Mihajlo Petrović
Mihajlo Petrović, srbski general in vojaški kirurg, * 9. november 1863, † 4. julij 1934.

## Življenjepis
Sodeloval je v balkanskih vojnah in prvi svetovni vojni kot sanitetni divizijski referent, šef Kirurškega oddelka Vojaške bolnišnice v Nišu in 1. poljske armadne bolnišnice na Solunski fronti,...